# Palazzo del Senato (Milano)
Il Palazzo del Senato (Senatt in dialetto milanese) è un edificio storico di Milano, che si trova in via Senato 10, attualmente sede dell'Archivio di Stato di Milano. Originariamente sede del Collegio Elvetico, il Palazzo subì numerosi interventi architettonici e, al contempo, lo spostamento al suo interno di vari istituti politici e amministrativi.
Dopo la soppressione degli ordini religiosi da parte di Giuseppe II, a partire dal 1786 il Palazzo fu sede del Supremo consiglio di governo e poi, sotto il Regno d'Italia napoleonico, del Senato consulente. Sarà proprio questa istituzione a lasciare il suo nome al complesso architettonico.
Dal 1886 il Palazzo divenne la sede definitiva dell'Archivio di Stato di Milano e, a partire dalla seconda metà del secolo scorso, anche della Soprintendenza archivistica e bibliografica della Lombardia.

## Storia

### La costruzione dell'edificio

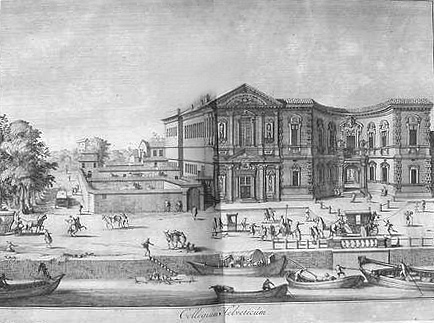
Giovanni Giorgio Grevio, Il Collegio Elvetico, in Thesaurus Antiquitatum et Historiarum Italiae, Leiden 1704.
Si noti il Naviglio interno che scorreva davanti al complesso architettonico e che verrà coperto da via Senato nel 1929

L'origine del palazzo risale al 1608, quando il cardinale di Milano, Federico Borromeo, volle erigere la nuova sede del Collegio Elvetico, che sarebbe sorto sulle rovine di un antico monastero di suore umiliate «per ospitarvi studenti svizzeri, provenienti da terre appartenenti alla diocesi di Milano, i quali vi erano preparati a svolgere la funzione di parroci in Valtellina e nei Grigioni, terre «infette» di eresia», ossia in cui erano penetrate le idee della riforma protestante, specialmente calvinista.
Il progetto fu inizialmente assegnato al capomastro Cesare Arano e all'ingegnere-architetto Aurelio Trezzi. Dal 1613 i lavori vennero affidati a Fabio Mangone, capomastro del Duomo di Milano, per poi essere ripresi intorno al 1632 (dopo la pestilenza del 1630 che portò via il Mangone) da Francesco Maria Richini. Nel corso dei decenni successivi vi furono ulteriori cantieri: nel 1664 la fabbrica del Collegio acquista l'adiacente monastero di San Primo con la chiesa e in seguito ci saranno lavori di ampliamento e di abbellimento di questa chiesa ad opera di Gerolamo Quadrio.

### Tra Giuseppe II e il Regno Lombardo-Veneto

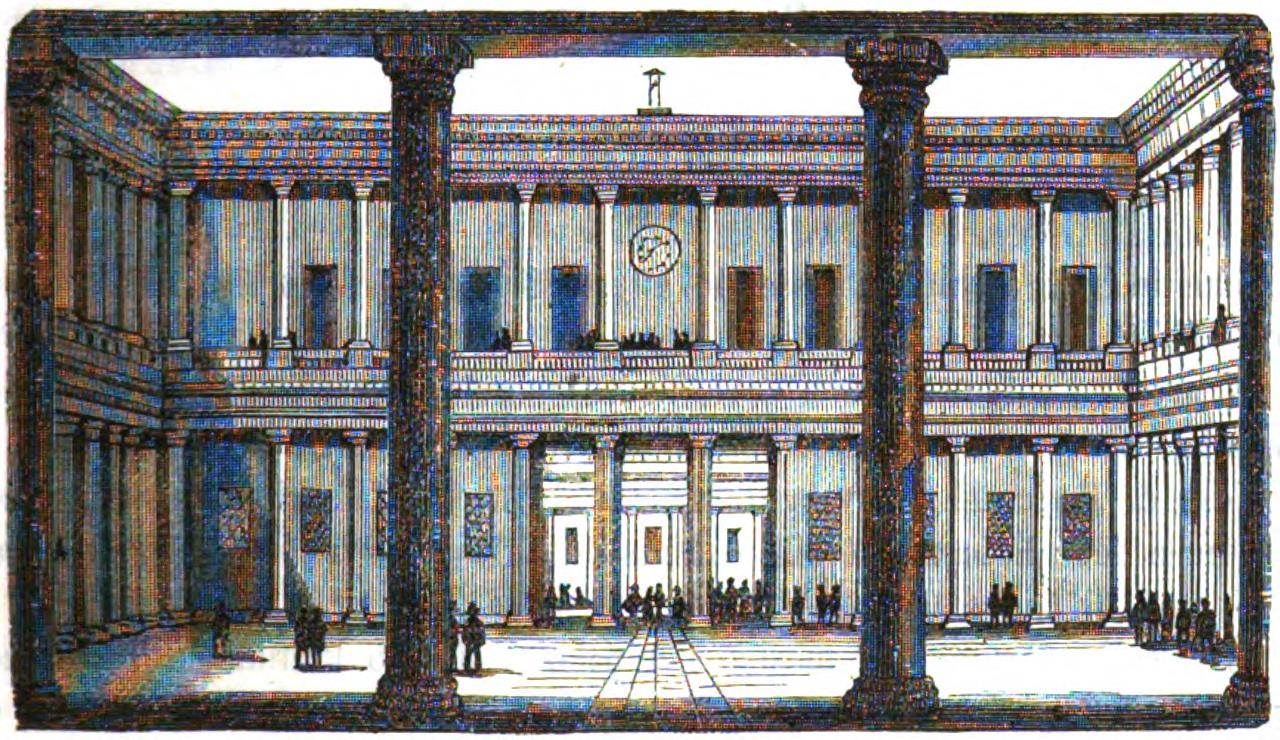
Cesare Cantù, Il chiostro del Collegio Elvetico, nella Grande illustrazione del Lombardo Veneto, Tranquillo Ronchi, vol. I, Milano 1851, p. 211

Nel 1786, per decisione di Giuseppe II d'Asburgo, il collegio svizzero (che nel frattempo aveva assunto forme neoclassiche ad opera di Leopold Pollack) divenne sede del Supremo consiglio di governo, per poi, all'invasione francese, diventare sede della Camera Bassa (Consiglio de' Juniori) della neonata Repubblica Cisalpina nel 1797. Le vicende degli anni successivi furono travagliate: rimasto per pochi mesi sede del Consiglio de' Juniori, divenne poi sede del Ministero della guerra della Repubblica Cisalpina ma nel 1799, col ritorno degli austriaci, fu adibito a magazzino. Ritornati i francesi di Napoleone dopo la battaglia di Marengo (1800), dal 1802 ritornò ad essere sede del Ministero della Repubblica Italiana prima, e del Regno d'Italia poi, per essere infine adibito a Palazzo del Senato (da qui il nome con cui è conosciuto l'edificio) a partire dal 1809. L'edificio continuò a mantenere questa funzione fino al 1814 quando, sconfitto Napoleone, ritornarono gli austriaci che decisero di adibire l'edificio prima alla Cancelleria dell'Armata imperiale austriaca e, nel 1817, alla Contabilità dello Stato. Il palazzo fu sede di quest'istituzione fino al 1859.

### Dall'Unità d'Italia ad oggi: l'Archivio di Stato di Milano
Negli anni 1850, il direttore degli archivi governativi della Lombardia Luigi Osio, resosi conto che lo spazio dei depositi di San Fedele cominciava a scemare sempre più, inoltrò la richiesta al governo austriaco prima, e a quello italiano poi, la possibilità di unificare i vari poli archivistici presenti in città nel Palazzo del Senato. Il processo di trasferimento fu lungo e travagliato, tanto che neanche l'Osio vide pienamente realizzarsi il suo sogno. Se la Direzione poté installarsi nell'edificio a partire dal 1873, tutti i fondi archivistici vi trovarono sede soltanto nel 1886, sotto il mandato direzionale di Cesare Cantù.

Il Palazzo del Senato fu interessato dai bombardamenti della seconda guerra mondiale: nella notte tra il 12 e il 13 luglio 1943, infatti, l'edificio fu colpito pesantemente e alcuni fondi andarono distrutti: il fianco sinistro - caratterizzato da una cortina di alte finestrature - appare infatti oggi posticciamente rifatto. A partire dal secondo dopoguerra, Il palazzo fu oggetto di una ricostruzione architettonica che durò per buona parte degli anni 1950 e che fu affidata in parte al genio civile e in parte alla Soprintendenza.

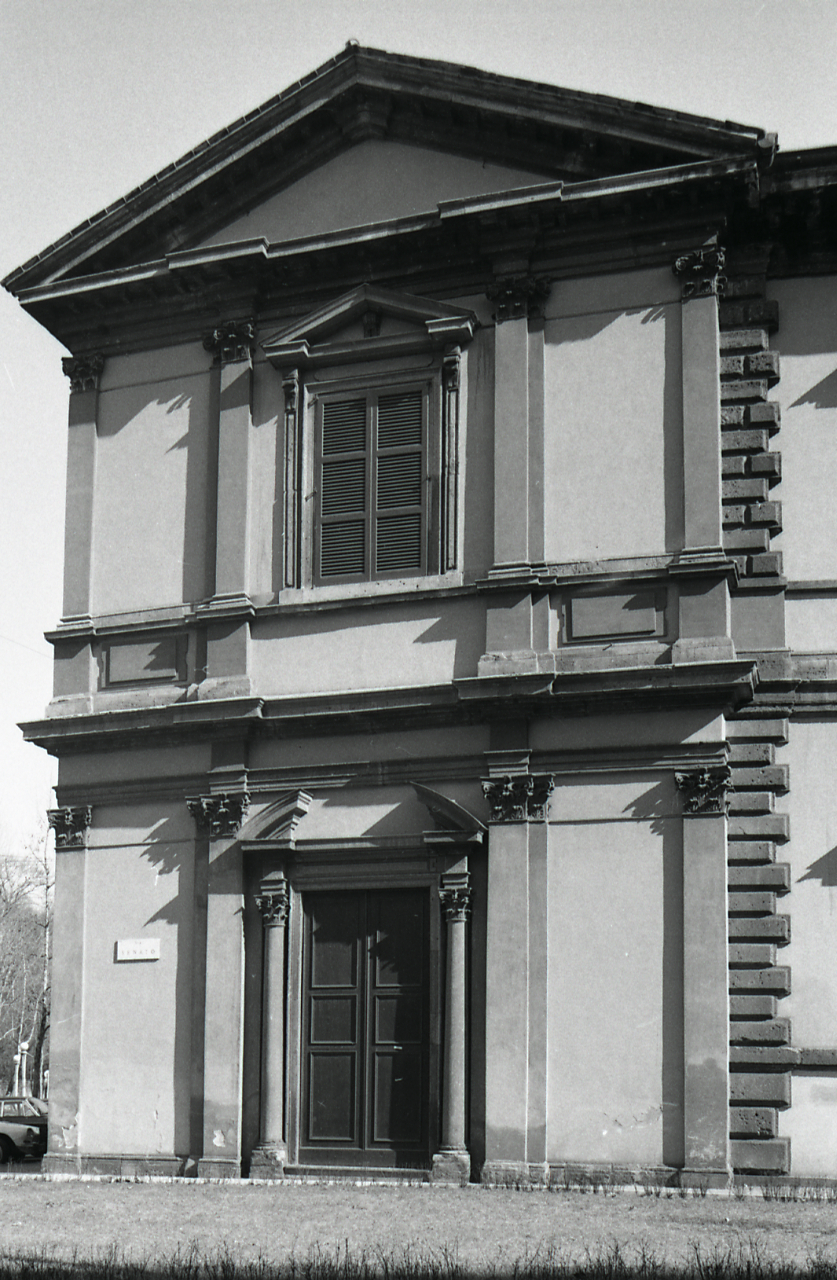
Facciata della chiesa incorporata nel palazzo. Foto di Paolo Monti, 1971.

## Descrizione
Il palazzo è costruito in stile barocco. Di immediato impatto è la facciata centrata nella sua soluzione ellittica dovuta a Francesco Maria Richini, ed è decorata con finestre dai timpani triangolari e curvi rispettivamente al primo e al secondo piano. All'interno dell'edificio si trovano due grossi cortili, composti da un doppio ordine di logge architravate, una soluzione quasi unica nel panorama dei palazzi milanesi dell'epoca per cui non mancarono apprezzamenti. A tal proposito, la Nuova Guida di Milano di Carlo Bianconi del 1787 definisce il palazzo come: «una delle più belle, e corrette Fabbriche, rispetto all'interno, che vanti l'Italia […] Abbiamo adunque il piacere non solo di assicurare il Forestiere del suo vero Autore, ma di lusingarci che passeggiando egli sotto i di lei portici potrà sembrargli d'essere in Atene ai felici tempi di Pericle, o in Roma a quelli d'Augusto».
Sul lato sinistro del palazzo si ergeva la chiesa di San Carlo al Collegio Elvetico; ne rimane la facciata, ma oggi l'impianto dell'edificio sacro può essere ricostruito solo attraverso antichi rilievi, essendo stato modificato dai rifacimenti settecenteschi e novecenteschi. Si ricorda il celebre rilievo del 1776 eseguito da Leopold Pollack, che mostra la chiesa sia in pianta sia in sezione. Attualmente nel volume anticamente occupato dalla chiesa si trova la sala conferenze dell'Archivio di Stato di Milano.

## Curiosità
Il palazzo del Senato accolse, durante l'età napoleonica, la prima buca delle lettere di Milano.